# Anoplocurius incompletus
Anoplocurius incompletus là một loài bọ cánh cứng trong họ Cerambycidae.